# Független Horvát Állam
A Független Horvát Állam vagy Független Horvátország (horvátul Nezavisna Država Hrvatska, NDH) a tengelyhatalmak által megszállt Jugoszláv Királyság területén, német és olasz támogatással létrejött bábállam volt a második világháború ideje alatt.
Az NDH-t a tengelyhatalmak Jugoszlávia megtámadását követően, 1941. április 10-én hozták létre. Az 1941. május 19-ei római egyezménnyel egészen az 1943. szeptember 8-i olasz kapitulációig, az ország technikailag monarchiaként és olasz protekturátusként létezett, ám a királyjelölt Spoleto-Aostai Aimone herceg elutasította a királyi címet. Tulajdonképpen, az országot ténylegesen a fasiszta Usztasa mozgalom és annak vezére, Ante Pavelić irányította, amiért viszonzásul, az állam elsődlegesen német befolyás alatt állt. Fennállásának első két évében 1943-ig, az NDH területe egyaránt Németország és Olaszország közbirtokát, valamint a közvetlenül annektált Közép-Dalmácia – az olasz irredentizmussal összhangban – Olaszország területét képezte. A fasiszta vezér, Benito Mussolini bukásával, 1943-ban az olasz befolyás összeomlott és egyedül a német hatás érvényesült 1945-ig. Az NDH vezetősége faji ellenségként tekintett az országban élő zsidókra, romákra és szerbekre.
Az állam a tengelyhatalmi erők kiűzésével, a háború végén megszűnt.

## Földrajz

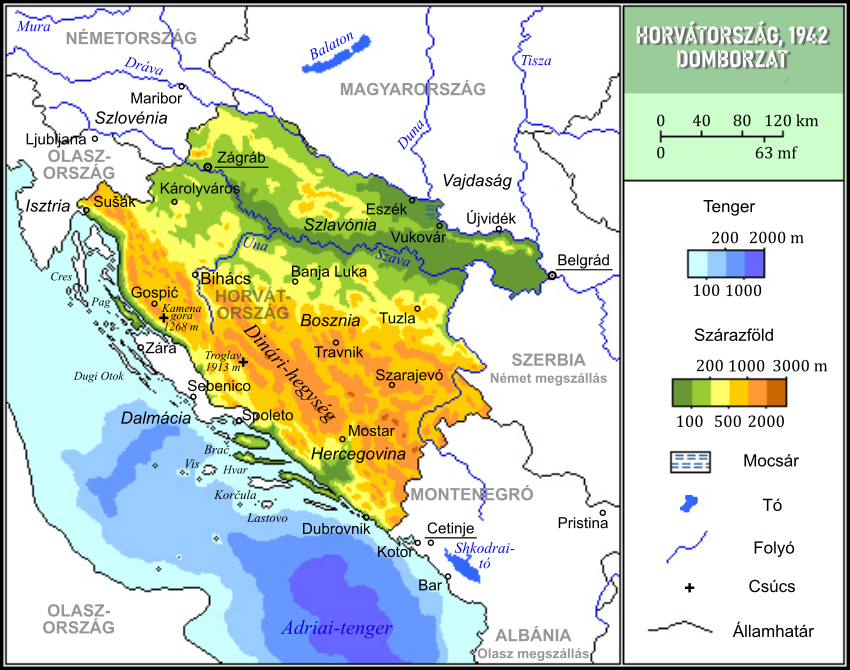
A Független Horvát Állam domborzati térképe

A Független Horvát Állam részét képezte a mai Horvátország, Bosznia-Hercegovina és a mai Szerbia egy része (a Szerémség), de nem tartozott bele több mai horvátországi tengerparti rész. Északnyugatról a Harmadik Birodalom, északkeletről Magyarország, délről az olaszok által megszállt és protektorátusként fenntartott Montenegró, keletről a megmaradt Jugoszlávia és az adriai részeknél pedig Olaszország határolta. A Muraközt és a Baranyai háromszöget Magyarországhoz csatolták: utóbbi jelentős részt magyar, még előbbi döntően horvát lakosú volt. Ennek ellenére a magyar hatóságok nem ismerték el a muraközi horvátokat kisebbségként, sőt mindvégig arra törekedtek, hogy beolvasszák őket, ellehetetlenítve a horvát nyelvű oktatásukat és művelődésüket. Mindezt a horvát bábállam vezetői végig tétlenül nézték.

## Története

### Azusztasákfelemelkedésének okai
1915-ben, osztrák-magyar politikai emigránsok egy csoportja, elsősorban horvátok, de köztük szerbek és szlovének is megalakították a Jugoszláv Bizottságot, azzal a céllal, hogy létrejöhessen egy délszláv állam az első világháború után. Felismerték, hogy ilyen úton megakadályozhatják Dalmácia átengedését Olaszországnak a londoni egyezmény (1915) szerint. A Bizottság örököse később a Jugoszláv Nemzeti Tanács lett, amely 1918-ban küldöttséget intézett a szerb uralkodóhoz felkínálva a Szlovén–Horvát–Szerb Állam, Szerbiával való egyesülését. Stjepan Radić, a Horvát Parasztpárt vezetője, a Belgrádba való indulás előtt figyelmeztette a küldöttséget, hogy a Tanácsnak erre a lépésre nincs demokratikus legitimitása, azonban az új államot, a Szerb–Horvát–Szlovén Királyságot, 1918. december 1-jén mégis kihirdették, ügyet sem vetve a jogi protokollra, akár egy új Pacta Conventa formájában, amely elismerné a horvát állam történelmi létjogosultságát.
A horvátok kezdettől fogva politikailag hátrányos helyzetben voltak a centralizált szerkezetű királyságban, valamint arra úgy tekintettek, hogy az a szerb többségnek kedvez. A politikai helyzet a Szerb-Horvát-Szlovén Királyságban ingerlékeny és erőszakos volt. 1927-ben, a Független Demokrata Párt, amely a horvátországi szerbeket képviselte, hátat fordított Sándor király centralista politikájának. 1928. június 28-án Stjepan Radićra és négy másik horvát képviselőre pisztollyal rálőtt a Szerb Népi Radikális Párt egyik tagja a belgrádi parlamentben. Három képviselő, köztük Radić is belehalt a merényletbe és az ebből következő felháborodás azzal fenyegetett, hogy destabilizálja a királyságot. Az előállt helyzetre válaszul Sándor király 1929 januárjában kihirdette a királyi diktatúrát, mely szerint az összes politikai tevékenység be lett tiltva, az ország pedig át lett nevezve „Jugoszláv Királysággá”.
Sándor király 1929-es proklamációjának, a horvát nacionalisták elnyomásának és üldöztetésének egyik következménye az lett, hogy az akaratlanul is támogatást adott Ante Pavelić horvát szélső-nacionalistáinak a felemelkedésére. Ante Pavelić egy zágrábi képviselő volt a jugoszláv parlamentben, majd be kellett hogy legyen vonva Sándor király 1934-es meggyilkolásába, ezért száműzetésbe vonult Olaszországba, miközben egyre nagyobb támogatást nyert az ő, Horvátország szerb uralom alóli felszabadításáról és egy fajilag "tiszta" Horvátországról szőtt elképzelése. Olaszországi tartózkodása alatt, Pavelić és más horvát emigránsok megalapították az Usztasa mozgalmat.

### Az NDH létrehozása
1941 márciusában a jugoszláv király (II. Péter) az erőteljes német nyomás hatására csatlakozott a háromhatalmi szerződéshez, majd ez ellen Belgrádban katonai puccsot hajtottak végre. A puccs után döntött először Németország és Olaszország a katonai megszállásról, Jugoszlávia szétszakításáról és az önálló Horvátország megalakításáról. A Jugoszláv Királyság elleni támadását és a jugoszláv hadsereg gyors vereségét követően, az ország területe a tengely erőinek ellenőrzése alá került. 1941. április 10-én, Slavko Kvaternik az usztasák helyettes vezetője, kihirdette a Független Horvátország (Nezavisna Država Hrvatska) létrejöttét. Pavelić, akit usztasa megnevezésén „Poglavnik”-nak hívtak, visszatért az olaszországi száműzetéséből Zágrábba és április 17-én az NDH teljhatalmú vezetőjévé vált, bár a tengelyhatalmak először Vlatko Mačeknek ajánlottak kormány alakításra lehetőséget, mivel Mačeknak és pártjának, a Horvát Parasztpártnak (horvátul Hrvatska seljačka stranka, HSS) volt a legnagyobb támogatottsága a jugoszláviai horvátok körében. A tervek ellenére, Maček visszautasította az ajánlatot.

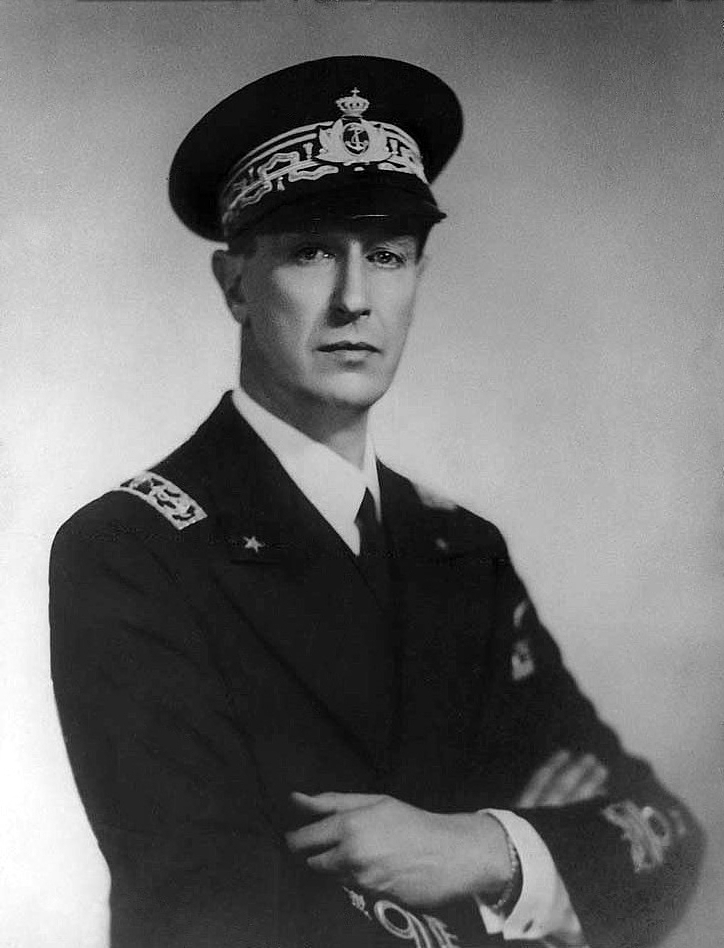
Az olasz Aimone herceg, akit az NDH királyaként, II. Tomislavként (1941–1943) ismertek

Elfogadva az Olasz Királyság és különösen Benito Mussolini fasiszta rezsimjének igényeit, Pavelić vonakodva fogadta el Aimonét, Aosta 4. hercegét, új királyi nevén II. Tomislavot, mint az NDH új királyát. II. Tomislav soha nem járt az NDH-ban és nem volt befolyással a kormányra, melyet Pavelić vezetett. II. Tomislav egyáltalán nem volt érdekelt abban, hogy király legyen Horvátországban. Hallván, hogy őt nevezték ki Horvátország királyáva, a közeli kollégáinak azt mondta, hogy úgy gondolja, az ő kinevezése unokatestvérének, Viktor Emánuel királynak egyik rossz vicce, de kötelességtudatból elfogadja a koronát. II. Tomislav helyzete hivatott szolgálni az olasz fasiszta rezsim törekvését, hogy az legitimálja az olasz fegyveres erők horvát földön való jelenlétét.
Stratégiai szempontból, az NDH létrehozása egy eszköznek számított Mussolini és Hitler számára, hogy pacifikálják a Balkánt és közben csökkentsék a tengelyhatalmak forrásainak használatát, melyekre egyre sürgősebben volt szükség a Barbarossa hadműveletre. Eközben Mussolini kihasználta, hogy a hosszú viszonylatban támogatást élvező horvát függetlenségi vágyakért cserébe, 1941. május 19-én rákényszerítse Pavelićra egy megállapodás aláírását, mely szerint Közép-Dalmáciát, a Hrvatsko Primorje és Gorski kotar régiók részeit Olaszország veszi át. Ugyanebben megállapodásban, az NDH minimális nagyságúra korlátozza saját, míg az olasz haditengerészet erői kaptak katonai irányítást az egész horvát tengerparton. A megállapodás aláírása előtt, a többi horvát politikus tiltakozott Pavelićnál. Pavelić nyilvánosan megvédte a döntést és megköszönte Németország és Olaszország horvát függetlenség iránti támogatását. Ez az Olaszországnak tett engedmény vette meg az viszály magvát az usztasák "hazai" és az "emigráns" elemei között, ami az NDH egész élettartamán át tartott.
Maček, miután visszautasította az NDH vezetését, felszólított mindenkit, hogy legyen engedelmes és működjön együtt az új kormánnyal. A római katolikus egyház is nyíltan támogatta a kormányt. Maček vallomása szerint, Zágrábban az új államot „lelkesedés hullámával” fogadták olyan emberek kik gyakran „vakon és részegen” látták azt a tényt, hogy a németek „ajándékba csomagolták a megszállásukat, azzal az eufemisztikus névvel, hogy Független Horvát Állam”. Azonban a falvakról Maček azt írja, hogy a parasztság úgy vélte, „a harc az elmúlt 30 évben, hogy uraikká válhassanak saját otthonukban és országukban, hatalmas visszaesést szenvedett el”. (Maček pp. 220–231).
Elégedetlenek lévén Pavelić rendszerével az első hónapok után, 1941 szeptemberében a tengelyhatalmak újból kérték Mačekot a hatalom átvételére, de ő ezt ismét elutasította. Később Mačekot, potenciális riválisként látva, Pavelić letartóztatta és a Jasenovaci koncentrációs táborba börtönözte be. Az usztasáknak eredetileg nem volt akkora hadseregük vagy közigazgatásuk, hogy az az NDH egész területének ellenőrzésére alkalmas legyen. Az Usztasa mozgalomnak kevesebb mint 12 000 tagja volt a háború kezdetekor, míg a usztasák saját becslése szerint a korai fázisban mintegy 40 000 szimpatizánssal számláltak. Az NDH északkeleti felében terült el az úgynevezett „német befolyási övezet”, melyet a német hadsereg (Wehrmacht) tartott de facto ellenőrzés alatt. Az NDH délnyugati fele az olasz hadsereg ellenőrzése alatt állt, egészen a fasiszta Olaszország 1943-as kapitulációjáig, amikor is a NDH megszerezte az irányítást Észak-Dalmácia felett (Split, Šibenik).

### A szervezetek viszonyulása
A korábban fontos szervezetek, a Horvát Parasztpárt (HSS) és a katolikus egyház viszonylag elidegenedve figyelte a Független Horvát Állam létrehozását és fenntartását. Számos szervezet, amely ellenszegült vagy a veszélyforrást jelenthetett, azt az usztasák végül betiltották. Példának, a Horvát Parasztpártot az usztasák 1941. június 11-én tiltották be, azzal a céllal, hogy kiszorítsák a párt elsődleges képviselőjét és a horvát parasztság vezetőjét, Vlatko Mačekot, akit a Jasenováci koncentrációs táborba börtönöztek be. A katolikus egyház, állami megbízásból eredetileg részt vett a vallási térítésekben, de végül az egyház fő ágazata leállt ezzel, mert egyértelművé vált, hogy a térítgetések pusztán egyfajta büntetésnek számítanak a nemkívánatos populáció számára.

### Olasz befolyás
Az olasz, fasiszta diktátor, Benito Mussolini és Ante Pavelić már a háború előtt szoros kapcsolatot ápolt. Mussolini és Pavelić is egyaránt megvetették a Jugoszláv Királyságot. Olaszország már az 1915-ös londoni egyezménnyel ígéretet kapott arra, hogy Dalmáciát átveheti majd Ausztria-Magyarországtól az I. világháború végén. Azonban az 1919-es béketárgyalásokon ezt befolyásolta a Woodrow Wilson által meghirdetett Tizennégy pont, az úgynevezett nemzeti önrendelkezés, mely megállapította, hogy a jugoszlávok joggal érdemlik meg a kérdéses területet. Az olasz nacionalisták feldühödtek e döntésre. Egy olasz nacionalista, Gabriele D’Annunzio a horvát város, Fiume (melyet horvátok és olaszok vegyesen laktak) ellen vonult, és kihirdette, hogy az része a Carnarói olasz kormányzóságnak. D’Annunzio Carnaro „Ducejának” kiáltotta ki magát és feketeinges forradalmárjaival átvette az ellenőrzést a város felett. D’Annunzio ismert volt szenvedélyes beszédeiről, melyekkel a horvát nacionalistákat is igyekezett megnyerni, hogy támogassák őt Jugoszlávia ellen. A horvát nacionalisták, mint például Pavelić, nem értett egyet az I. világháború után végbement határváltozásokkal. Később Mussolini D’Annunziótól nem csak az ő szimbolizmusát, hanem a horvát nacionalisták Jugoszlávia felbomlasztására irányuló törekvéseinek támogatását is átveszi, valamint azokat a Jugoszlávia iránti saját külpolitikai megközelítésébe fekteti bele.
Pavelić már 1927 óta tárgyalásokat folytatott a fasiszta Olaszországgal, melyek során ő egy önálló szuverenitású területet és olasz támogatottságú független Horvátországot hirdetett, cserébe elismerve Olaszország területi igényeit és eltűrve annak annexiós szándékát Dalmáciára. Az 1930-as évek során, Pavelićot és az usztasákat a jugoszláv kormány száműzetésbe kényszerítette, Mussolini pedig Olaszországban menedéket adott, valamint lehetővé tette nekik, hogy saját kiképzési területet használjanak előkészítésére a Jugoszlávia elleni háborúra. A támogatásért cserébe, Mussolini követelte Pavelićtól, hogy állapodjanak meg abban, hogy Dalmácia Olaszország részévé válik, ha egy esetleges háborút Olaszország és az usztasák sikeresen vívnak meg Jugoszlávia ellen. Bár Dalmácia nagyrészt horvátlakta terület volt, az évszázadok során, több esetben részét képezte különböző itáliai államnak, mint például a Római Birodalomnak és a Velencei Köztársaságnak. A horvátokat megelőzően jelentős újlatin népesség is lakta, főleg dalmátok, akik viszont az újkorban kihaltak. De Dalmácia hovatartozása így is része volt az olasz nacionalista és irredenta követeléseknek. Az engedményért cserébe, Mussolini felkínálta Pavelićnak azt a jogot, hogy Horvátország annektálja egész Bosznia-Hercegovinát, melyben a horvátok csak kisebbségi lakosságnak számítottak. Pavelić beleegyezett ebbe a vitás csereegyezménybe.
A Jugoszlávia elleni invázió és megszállás után, Olaszország magához csatolt számos adriai szigetet és Dalmácia egy részét Split és Kotor városokkal (Zára már 1920 óta Olaszországhoz tartozott), majd megalakította belőlük a Dalmáciai Olasz Kormányzóságot. Bár Olaszországnak eredetileg nagyobb területi céljai voltak, melyek a Velebit-hegységtől hosszan az Albán-Alpokig terjedtek, Mussolini a további területek csatolása ellen döntött, mivel azt számos tényező befolyásolta, többek között, hogy már Olaszország birtokába kerültek a gazdaságilag értékes területek, míg az észak-adriai tengerpart nem volt vasútilag vagy közútilag fontos és az, hogy egy nagyobb annexióval több százezer ellenséges viszonylatú szláv került volna Olaszország nemzeti határain belülre.
Olaszország az NDH-t saját érdekszférájába kívánta tartani azzal, hogy megtiltotta annak a jelentős haditengerészet építését. Olaszország az NDH erőinek csak kis járőrhajók használatát engedélyezte. Ez a tiltó politika NDH hadihajók építésére, része volt az olasz fasiszták „Mare Nostrum” (latinul, am. „A mi tengerünk”) politikájának, mellyel Olaszország akarta uralni a Földközi-tengert, mint ahogy a Római Birodalom tette évszázadokkal ezelőtt.

### Német befolyás
Németország Jugoszlávia elleni inváziója idejében, Adolf Hitler nyugtalan volt Mussolininek, egy horvát bábállam létrehozását támogató ötletétől és az olasz területi célokon kívül eső részeket inkább Magyarországhoz csatolta volna, mint autonóm területet. Ez megbékítette volna Németország szövetségesét, Magyarországot és annak nacionalista területi követeléseit, valamint elkerülte volna egy szláv bábállam létrehozását, mivel Hitler minden szlávot fajilag degeneráltnak tekintett.

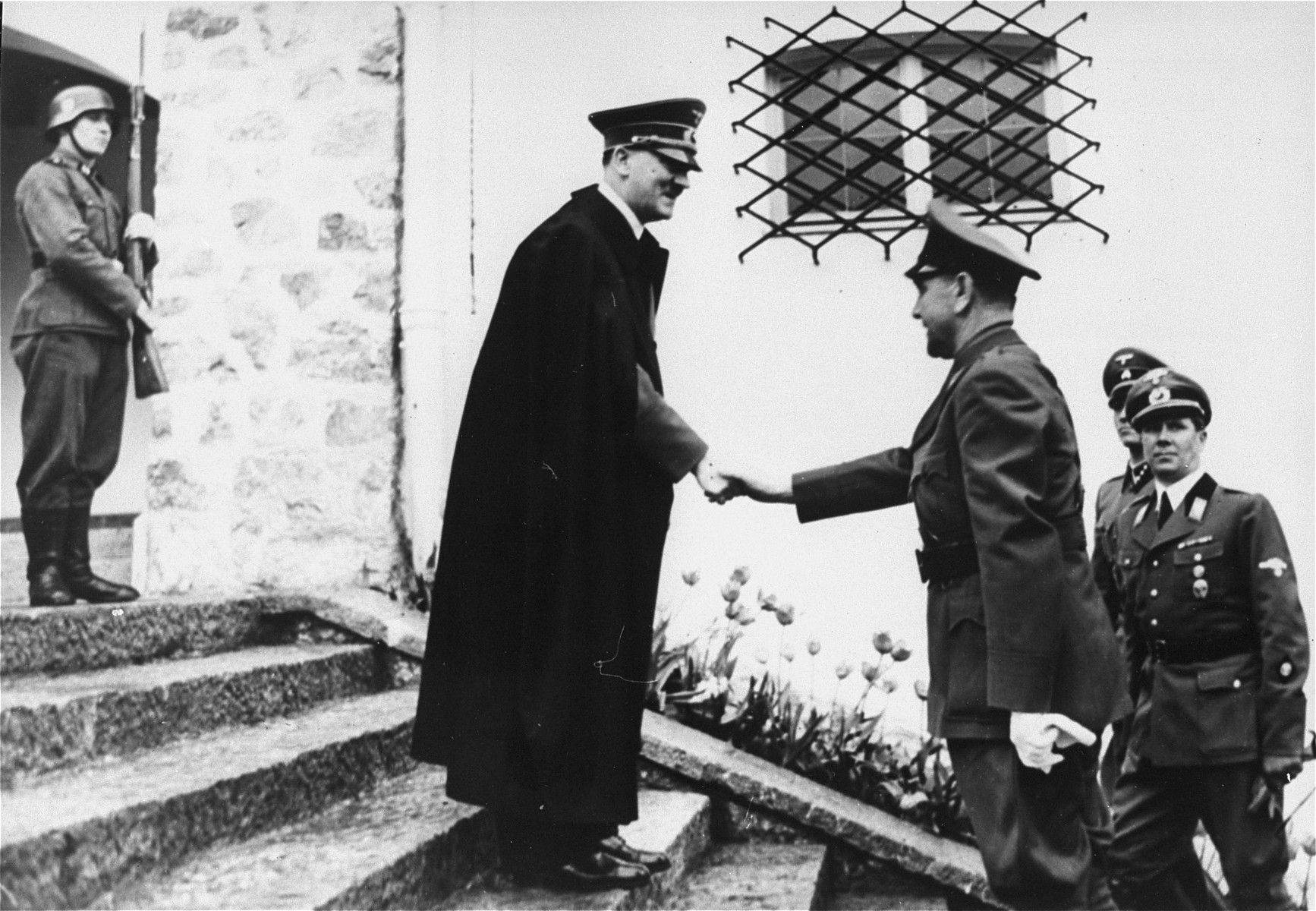
A Poglavnik és a Führer találkozása

1941-ben, Jugoszlávia megszállása után, a német álláspont Horvátországról megváltozott. A megszállást egy erős német inváziós erő szorgalmazta és nagyrészt az is foglalta el Jugoszláviát. A tengelyhatalmak más haderői, köztük Olaszország, Magyarország és Bulgária hadereje kevés nyereséget szerzett a hadművelet során. Magyarország megkapta a magyarlakta Baranyai háromszöget és a csaknem tisztán horvátok lakta Muraközt, ahol intenzív horvátellenes asszimiláló (magyarosító) intézkedések történtek a horvát nyelvű iskoláztatás és sajtó beszüntetésével (mindezt Pavelić rezsimje szó nélkül tűrte és egyszer sem emelte fel a szavát a muraközi horvátok érdekében).
Az invázióhoz hozzákapcsolódott a német erők azon igénye is, hogy elérjék Görögországot és megmentsék az olasz fegyveres erőket, melyek a csatatéren vesztésre álltak a görög hadsereggel szemben. Az olasz erők görögországi megmentése, valamint Jugoszlávia és Görögország egyes-egyedül elfoglalása után Hitler csalódott Mussoliniben és Olaszország katonai képességeiben. Németország javított kapcsolatain az usztasákkal és támogatta az NDH igényeit az adriai tengermellékre, annak érdekében, hogy az csökkentse Olaszország által eltervezett területi nyereséget. Ennek ellenére, Olaszország magához csatolta Dalmácia jelentős, központi részét és a különféle adriai szigeteket. Ez nem az volt, amiről Pavelićtyal meg lett állapodva az inváziót előtt, Olaszország elvárásai – az irredenta követelések részeként – egész Dalmáciát elcsatolására szóltak.
Hitler vitatkozott hadseregével a fölött, hogy milyen politikát kellene folytatni Horvátországban, az ott élő szerbek tekintetében. Német katonai tisztviselők úgy gondolták, hogy a szerbeket is fel lehetne használni a partizánok elleni harcban. Hitler nem értett egyet a parancsnokaival, hanem arra mutatott rá, hogy Pavelić az NDH-ból egy teljesen horvát államot csak akkor valósíthat meg, hogyha legalább ötven évig követi a nem horvát lakosság állandó üldöztetésének politikáját.
Glaise-Horstenau tábornok jelentései szerint, Hitler haragudott Pavelićra, amiért annak politikája lázadást idézett elő Horvátországban, meghiúsítva ezzel az NDH erőinek a keleti frontra való átirányítását. Sőt, Hitler kénytelen volt maga nagy erőket állomásoztatni, hogy féken tarthassa a lázadást. Ez oknál fogva, 1942. szeptember 23-án Hitler magához idézte Pavelićot a vinnytsiai (Ukrajna) hadiszállására. Következésképp, Pavelić leváltotta a fegyveres erők miniszterét, Slavko Kvaternikot, a kevésbé buzgó Jure Francetićra. Kvaternikot, akit a horvátországi szerbek üldözéséért hibáztattak, Eugen fiával együtt, száműzetésbe küldtek Szlovákiába. A Hitlerrel való találkozás előtt, a nyilvánosság megnyugtatása érdekében, Pavelić közzétette egy a "Kormány fontos közleményét" (»Važna obavijest Vlade«), amely azokkal fenyegetőzött, akik rémhírt terjesztenek," a nem létező fenyegetésről, idegenek képviselőiről, melyek leszerelnék az usztasa egységeket, valamint egy idegen hadseregről amely felváltaná a horvát hadsereget és idegenekről, akik magukhoz ragadnák a hatalmat Horvátországban ..."
Glaise-Horstenau jelentésében a következőkről számolt be: „A hibák, korrupció és az általuk elkövetett atrocitások miatt, az Usztasa mozgalom olyan veszélyes, hogy a kormány végrehajtó hatalmát (a honvédséget és rendőrséget) el kell különíteni a kormánytól – még a kormánnyal lehetséges kapcsolatmegszakítás árán is.”
Az SS Birodalmi Vezére, Heinrich Himmler a Független Horvátországot idézve, azt a „nevetséges” szóval jellemezte: „A mi szeretett német telepeseink biztonságban lesznek. Remélem, hogy a Szerémség déli részét felszabadítja [...] a Boszniai hadosztály [...] hogy legalább részleges rendet tudjunk helyreállítani ebben a nevetséges (Horvát)országban.”
A usztasák német támogatást kaptak a horvátországi szerb lakosság likvidálásához. Az egyik terv magába foglalt egy 1941-es, Németország és az NDH közötti lakosságcserét, mely szerint a német-megszállt Szlovéniából 20 000 katolikus szlovént deportáltak volna az NDH-ba, hogy ott horvátokká asszimilálódjanak. Cserébe, az NDH-ból 20 000 szerbet deportáltak volna a szerb bábállamba. A német megszálló erők engedélyezték a szerbek Szerbiába való kitoloncolását, a szlovének pedig a Horvátországba való küldés helyett, szintén Szerbiába lettek deportálva. A második világháború végéig, összesen mintegy 300 000 szerb lett deportálva vagy menekült el az NDH-ból Szerbiába.
A náci rezsim követelte az usztasáktól, hogy vezessék be az antiszemita fajpolitikát, üldözzék a zsidókat és koncentrációs táborokat hozzanak létre. Pavelić és a usztasák elfogadták náci igényeket, de a fajpolitikájuk középpontjában elsősorban a szerb lakosság kiirtása állt. Amikor a usztasáknak nagyobb szüksége volt újoncok toborozásra, hogy segítsenek a szerbeket kiirtani, az állampolitika elszakadt nácik antiszemitizmusától és tiszteletbeli árja állampolgárságot, valamint üldözés alóli felmentést ígért azoknak zsidóknak, akik hajlandóak harcolni az NDH-ért. Mivel ez volt az egyetlen törvényes mód, amely lehetővé tette a zsidók megmenekülését az üldöztetéstől, a zsidók egy része csatlakozott az NDH fegyveres erőihez. Ez feldühítette a német SS-t, mely azt állította, hogy a NDH hagyott túlélni 5 000 zsidót, akik harcolni akartak NDH-ért. A németek horvátországi antiszemita céljait tovább gyengítette Olaszország vonakodása a szigorú antiszemita politika betartásától, mely azt eredményezte, hogy a zsidók Horvátország olaszok által tartott részén elkerülték azt a szintű üldözést, mely a német-megszállt Horvátországban volt jelen.
Miután 1943-ban Olaszország kilépett a háborúból, a német csapatok megszállták Nyugat-Horvátországot, az NDH pedig annektálta az 1941-ben Olaszországnak átengedett területet.

### Partizánok és a jugoszláv front
Az usztasák, saját kisebbségeik elleni népirtó támadásai, tömegmozgalmi ellenállást provokáltak ki, melyet részben a királypárti (csetnik) és – a hatékonyabb – kommunista (partizán) ideológia ihletett, de elsősorban a „harc minden eszközzel” elv volt a meghatározó. A felkelések különösen a vidéki területeken voltak erősek, ahol a terror elől számos település lakossága elmenekült, majd gerilla támadásokat intézett a hegyek és erdők előnyös pontjairól. 1941. június 22-én a horvátországi Sziszeknél, a Brezovica erdő közelében megalakult az Első Sziszeki Partizánbrigád, melyet úgy ünnepeltek, mint a megszállt Európában elsőként megalakult ellenálló egységet, a második világháború idején. Horvátok, szerbek, boszniai muszlimok és más, különböző nemzetiségű polgárok kezdtek el csatlakozni a Josip Broz Tito által vezetett pán-jugoszláv partizánokhoz. A partizán mozgalom hamarosan képes volt ellenőrizni az NDH (és Jugoszlávia) nagy részeit és ráadásul a partizán ellenőrzés alatt álló területek nemsokára körbevették Bosznia és Dalmácia számos városát, melyek helyőrségei de facto állandó ostrom alatt éltek és folyamatosan igyekeztek fenn- és ellenőrzés alatt tartani a vasúti kapcsolatokat.
Horvátországban, a partizánok soraiban a horvátok lényegesen többen voltak, mint a szerbek. 1944-ben, a háború harmadik évében, a Horvát Szövetségi Tagköztársaságból származó partizán hadműveleti egységek 60%-át horvátok alkották. Általánosságban, a partizán mozgalom többnemzetiségű volt, habár legalább egy horvátországi egységet alkottak túlnyomórészt szerbek (a 6. Likai "Nikola Tesla" proletárhadosztályt). A Horvát Szövetségi Tagköztársaságnak volt a legtöbb különítménye és dandárja a szövetségi egységek között, valamint a Bosznia-Hercegovinai erőkkel együtt, az NDH területén lévő partizán ellenállás tette ki a mozgalom katonai erejének többségét. A partizán parancsnok, Josip Broz Tito marsall, anyai részről szlovén, apai részről pedig horvát származású volt.

### Kapcsolat a boszniai csetnikekkel
Miután 1941-ben a partizánok és csetnikek szétváltak Szerbiában, a közép-, kelet-, és északnyugat-Boszniában lévő csetnik csoportok körbefogva találták magukat a német és usztasa (NDH) erőkkel az egyik és partizánokkal a másik oldalon. 1942 elején Jezdimir Dangić csetnik őrnagy megközelítette a németeket, hogy megpróbáljon velük közös nevezőre jutni, de a próbálkozás sikertelen volt, és a helyi csetnik vezetők kénytelenek voltak más megoldást keresni. A csetnik csoportoknak gyakorlatilag minden kérdésben alapvető nézeteltérésük volt az usztasákkal, de volt egy közös ellenségük, a partizánok és ez lett a legfőbb oka az együttműködésnek, mely a Független Horvátországot képviselő usztasa hatóságok és a boszniai csetnik különítmények között bontakozott ki. Az első hivatalos megállapodás a boszniai csetnikek és az usztasák között 1942. május 28-án lett megkötve és benne a csetnik vezetők kifejezték a hűségüket mind a "Független Horvát Állam polgárai ", az állam és a Poglavnik (Ante Pavelić) iránt. A következő három hétben, három további megállapodást írtak alá, amely Bosznia nagy részére volt érvényes. A megállapodások rendelkezései által a csetnikek be kellett hogy szüntessék az ellenségeskedést az usztasa állam ellen, mely területeken az usztasák rendszeres közigazgatást vezetnének be. A legfontosabb rendelkezés, a megállapodás .5. cikke, mely a következőképpen rendelkezik:
|  | „Ameddig veszély fenyeget a partizán fegyveres bandáktól, a csetnik alakulatok önkéntesen fognak együttműködni a horvát hadsereggel, a partizánok elleni küzdelemben és azok megsemmisítésében. Ezekben a hadműveletekben ők teljesen a horvát fegyveres erők parancsnoksága alatt lesznek. [...] A csetnik csoportosulások önmaguk is tevékenységet folytathatnak a partizánokkal szemben, de erről időben kell hogy értesítsék a horvát katonai parancsnokokat.” |
|  | |

A csetnikeknek szükséges lőszert és ellátást az usztasa elit milícia biztosította. A csetnikeket, akik megsebesültek a hadműveletekben gondozni kellett az NDH kórházaiban, míg az elesett csetnikek árváit és özvegyeit az usztasa államnak kellett támogatnia. A csetnik parancsnokok által kifejezetten meghatározott személyeket haza kellett engedni az usztasák koncentrációs táboraiból (Jasenováci koncentrációs tábor). Ezen megállapodások hatálya alá tartozott Boszniában a német-olasz demarkációs vonaltól keletre lévő csetnik erők többsége és az érvényben volt egészen a háború végéig. Mivel az usztasa-horvát erők közvetlenül alá voltak rendelve a német katonai megszállásnak, a horvát erőkkel való együttműködés közvetett együttműködést jelentett a németekkel.

### A háború vége
1944 augusztusában az NDH külügyminisztere, Mladen Lorković és a hadügyminiszter, Ante Vokić államcsínyt kísérelt meg annak érdekében, hogy Horvátország megpróbáljon átállni a szövetségesek oldalára. A puccs kudarcot vallott, az összeesküvőket pedig internálták, majd kivégezték.
1945 elején az NDH hadserege a német és kozák csapatokkal együtt visszavonult Zágráb felé, és csak egy héttel a május 9-i német kapituláció után tette le a fegyvert. A Független Horvát Állam 1945 májusában ezzel gyakorlatilag megszűnt. Tito partizánjainak a szovjet Vörös Hadsereg által támogatott előretörése a horvát hadsereg tömeges visszavonuláshoz vezetett Ausztria irányába. 1945 májusában antikommunisták, csetnikek, usztasák és horvát katonák tömegei igyekeztek Olaszország és Ausztria felé. A több mint 150 000 katona (beleértve a kozák csapatokat) és civil, tárgyalásokat folytatott a brit erőkkel a megadásról és az áthaladás biztosításáról a határ osztrák oldalára. A brit hadsereg azonban a lefegyverezett katonákat és civileket átadta a partizán erőknek. Pavelić még időben levált az egyik csoportról és elmenekült: előbb Ausztriába, majd Olaszországba menekült, ahonnan Argentínába, majd végül Spanyolországba települt. Ott élt 1959-ben bekövetkezett haláláig.
A háború befejeztének eredményeképp jött létre a Jugoszláv Demokratikus Köztársaság (később Jugoszláv Szocialista Szövetségi Köztársaság), melynek 1946-os alkotmánya külön Horvátországot és külön Bosznia-Hercegovinát hivatalosan is besorolja az összesen hat tagköztársaságba, melyek az új államot alkotják.

## Népesség és nemzetiségi arányok
(Ebben az időben a boszniai muszlimokat is horvátnak tekintették.)
- Horvátok = 4 817 000 (beleszámolva a boszniai muszlimokat is) (69,14%)
- Szerbek = 1 848 000 (26,52%)
- Németek = 145 000
- Magyarok = 70 000
- Szlovákok és csehek = 44 267
- Szlovének = 37 000
- Olaszok = 5 000

## Kormány
Az usztasa párt és az NDH legfőbb vezetője Ante Pavelić volt. A Független Horvát Állam államformája hivatalosan királyság volt, melynek trónját II. Tomiszláv néven a spoletói herceg, III. Viktor Emánuel olasz király másod-unokatestvére nyerte el (viszonzásul az olasz támogatásért), ám sosem koronázták meg, és még országába sem látogatott el. 1943-tól kapcsolatot keresett a szövetségesekkel. Emiatt Olaszország 1943-ban történt kapitulációját követően az usztasa rezsim megfosztotta trónjától (1943. szeptember 11-én lemondott), így a Poglavnik vette át a helyét kormányfő néven.

## Katonaság
1941 áprilisában, a német fegyveres erők (Wehrmacht) beleegyezésével, az NDH megalapította a Horvát honvédséget (horvátul: Hrvatsko domobranstvo). Az új horvát fegyveres erők feladata az volt, hogy megvédjék az újonnan alakult államot a külföldi és hazai ellenségtől egyaránt. A honvédség légierőt és minimális nagyságú haditengerészetet tartott fent. Az NDH továbbá megszervezte az Ustaška Vojnicát is, ami egy önkéntes, elit milíciának és horvát csendőrségnek volt elképzelve.
A Horvát honvédséget eredetileg csak 16 gyalogsági zászlóaljra és 2 lovasszázadra – összesen 16 000 emberre korlátozták. Rövid időn belül, 1941 májusától ez év júniusáig, az eredeti 16 zászlóalj 15 zászlóaljankénti két gyalogezredre duzzadt, ami öt hadosztályparancsnokságra oszlott és összesen mintegy 55 000 embert ölelt fel. A támogató egységek 35 Olaszország által nyújtott könnyű tankot, 10 tüzérségi zászlóaljat (felszerelve a Jugoszláv Királyi Hadseregtől zsákmányolt, cseh eredetű fegyverekkel), egy Zágrábban lévő lovassági ezredet és egy Szarajevóban lévő független lovassági zászlóaljat öleltek fel. Két független motorizált gyalogsági zászlóalj Zágrábban és Szarajevóban állomásozott.
Az Olaszországgal kötött Római egyezmény feltételei szerint, az NDH haditengerészete néhány parti őrhajóra korlátozódott, melyek leginkább a belvizeken járőröztek.
Amikor 1941-ben létrehozták a Független Horvát Állam Légierejét (horvátul Zrakoplovstvo Nezavisne Države Hrvatske, ZNDH), az a zsákmányolt királyi jugoszláv repülőgépekből (hét operatív vadászgépből, 20 bombázóból és mintegy 180 segéd- és képzési repülőgépből), valamint az ejtőernyőzés, kiképzés és a légvédelmi tüzérség parancsnokságaiból állt össze. A háború menetének alakulásával a jugoszláv front, több száz új vagy felújított német, olasz és francia vadászgéppel és bombázóval szorult utánpótlásra, míg az utolsó új repülőgépekből álló szállítmányokat 1945 áprilisában vették át Németországtól.
A Horvát Repülő Légió (horvátul: Hrvatska Zrakoplovna Legija, HZL) a Független Horvát Állam Légierejének azon katonai egysége volt, amely 1941-1943 között a Luftwafféval a keleti fronton, majd azután horvát földön harcolt. Az egységet 1941 július 15-én küldték Németországba kiképzésre, mielőtt a keleti frontra került volna bevetésre. A pilóták és a legénység közül, korábban sokan a Jugoszláv Királyi Légierőben szolgáltak az 1941 áprilisi Jugoszlávia elleni invázió idején. Közülük néhányuknak tapasztalata is volt két fő típus, a Messerschmitt Bf 109-es és Do 17-es későbbi működtetéséhez, valamint volt két vadászpilóta is, akik korábban Luftwaffe repülőgépet lőttek le.
A keleti front feletti hadműveletek során az egység harcosai összesen 283 légi győzelmet értek el, míg a bombázók mintegy 1500 harci bevetésen vettek részt. A Horvátországba való visszatérés után, 1942 decemberétől az egység repülőgépei örvendetes támogatásnak bizonyultak a tengelyhatalmak erőinek, melyek a jugoszláv fronton, a jugoszláv partizánok ellen harcoltak egészen 1944 végéig.
A honvédség sorkatonái közti alacsony morál miatt, a háború előrehaladtával az usztasa rendszerrel szembeni elégedetlenség egyre növekvő tendenciát mutatott, míg partizánok üdvözölték ezt, mert ez kulcsfontosságú elemét jelenthette az ellátási soraiknak. William Deakin szerint, aki a partizán fővezérhez, Josip Broz Titóhoz intézett, egyik brit misszió vezetője volt, egyes területeken a partizánok lefegyverezték és szándékosan szabadon engedték a honvédség katonáit, mert azok újabb fegyverekkel tértek volna vissza, melyeket újból zsákmányul ejtettek. Más honvéd katonák, miután lefegyverezték őket vagy disszidáltak, vagy aktívan irányították a partizánok ellátását – különösen miután Olaszország átengedte Dalmáciát az NDH-nak. A honvédség csapatainak a száma 1943 elején 130 000-ről, 1944 végére 70 000-re apadt, amikor is az NDH kormánya egyesítette a honvédséget az Usztasa hadsereggel, és az új hadrendet tizennyolc hadosztályba szervezte, beleszámolva a tüzérségi és páncélos egységeket.
Mindezen nehézségek ellenére, a horvát hadsereg a német-parancsnokságú XV. Kozák hadtest és egyéb Wehrmacht alakulatok segítségével, tartotta a vonalait Szerémségben, Szlavóniában és Boszniában a kombinált szovjet, bolgár és partizán offenzívákkal szemben, 1944 végétől egészen 1945 májusáig, röviddel az NDH összeomlása előttig.
A Független Horvát Állam Légiereje bizonyos szintű légi támogatást nyújtott (támadással, szállítás közbeni harccal), egészen 1945 májusáig, összefutva és néha legyőzve az ellenséges Brit Királyi, az Egyesült Államok és a Szovjet Légierő repülőgépeit. A utolsó szállítások a német Messerschmitt 109G és K vadászgépekből még 1945 áprilisában is zajlottak.
Bár a front érintetlen maradt, 1945 márciusának a végére, pusztán már a lőszerhiány miatt is nyilvánvalóvá vált, hogy a Horvát Hadsereg Parancsnoksága végül le lesz győzve. Ebből kifolyólag született meg a döntés, hogy az visszavonul Ausztriába, annak érdekében, hogy ott az Észak-Olaszországból előrenyomuló brit erőknek megadhassa magát. Ekkor már a Német Hadsereg a széthullás folyamatában volt, az ellátási rendszer pedig romokban hevert.
A horvát hadsereg, az 1945. május 8-ai németországi kapituláció után egy hétig, továbbra is részt a csatában. Az időben, a kombinált harcoló erők mintegy 200 000 katonát számláltak.

## Faji jogszabályok
Már a Zágrábba való érkezése napján, Ante Pavelić kihirdetett egy törvényt, mely hatályban maradt a Független Horvátország fennállásának teljes időtartama alatt. A törvény, mely 1941. április 17-én lett elfogadtatva, kijelentette, hogy minden ember, aki megbántja vagy megpróbálja bántani a horvát nemzetet, árulás vádjával bűnös – a bűncselekményt halállal büntetik. Egy nappal később, az első horvát antiszemita faji törvényt hirdették ki. Ez a törvény nem keltett pánikot a zsidó népesség körében, mert ők azt hitték, hogy ez csupán a Jugoszláv Királyság 1939-ben kinyilvánított antiszemita törvényeinek a folytatása. A helyzet azonban gyorsan, április 30-án meg is változott, az árja fajról szóló törvények kihirdetésével.
Figyelemre méltó a faji jogszabály egyik része, a vallási térítésről szóló törvények, amelyek 1941. május 3-án jelentek meg, és amelyek következményeit a lakosság nagy többsége nem igen értette. A következmények világossá váltak az oktatásügyi miniszter, Mile Budak júliusi beszédét követően, melyben ő kijelentette: „A szerbek egyharmadát meg fogjuk ölni. Egyharmadukat deportálni fogjuk, a többiek pedig kénytelenek lesznek áttérni a katolicizmusra.” A faji törvények 1945 május 3-áig voltak érvényben, amikor is azokat megszüntették.
A NDH kormánya terrorhadjáratot folytatott az országhatárokon belül élő szerbek ellen. A szerbek iránti állami politika elsőként, már 1941. május 2-án, az NDH Törvényhozó Tanácsa minisztere, Miroslav Žanić szavaival volt bejelentve: „Ez az ország csak a horvátok országa lehet, és nincs olyan módszer, amely használatán mi hezitálnánk annak érdekében, hogy azt valóban horváttá tegyük és megtisztítsuk azt a szerbektől, akik évszázadokon át veszélyeztettek minket és veszélybe fognak sodorni újra, ha lesz rá lehetőségük.”
A NDH eltért a náci antiszemita politikától abban, hogy tiszteletbeli árja állampolgárságot ígért egyes zsidóknak, amennyiben azok hajlandóak voltak önként jelentkezni, hogy harcoljanak az NDH-ért.

## Kultúra
Nem sokkal az NDH létrejöttét követően a Jugoszláv Tudományos és Művészeti Akadémiát átkeresztelték Horvát Tudományos és Művészeti Akadémiává. Az országnak négy állami színháza volt: Zágrábban, Eszéken, Dubrovnikban és Szarajevóban. A Horvát Állami Színház Zágrábban házigazdája volt a Berlini Filharmonikusoknak és a Teatro dell'Opera di Romának az 1941/1942-es szezonban. Mate Ujević Horvát enciklopédiájának második–ötödik kötetét ebben az időszakban jelentették meg. A NDH képviseltette magát az 1942-es velencei biennálén, ahol Joza Kljaković, Ivan Meštrović, Ante Motika, Ivo Režek, Bruno Bulić, Josip Crnobori, Antun Medic, Slavko Kopač és Slavko Šohaj munkáit Vladimir Kirin mutatta be.
Az országnak volt egy egyeteme, a Zágrábi Tudományegyetem, mely Horvát Tudományegyetemként volt ismert. Az egyetem 1942-ben létrehozott egy gyógyszeripari kart, és 1944-ben az orvosi kart Szarajevóban. A Horvát Vöröskereszt 1941-ben jött létre, annak elnöki posztját Kurt Hühn töltötte be. 1943-ban, miután az NDH aláírta a Genfi egyezményeket, a Vöröskereszt Nemzetközi Bizottsága Julius Schmidlint nevezte ki az ország képviselőjének.
Az államnak két világi ünnepe volt, április 10-e, az NDH létrehozásának évfordulója, valamit június 20. Stjepan Radić 1928-as meggyilkolásának emléknapja. Ezen felül, állami ünnepnapok voltak biztosítva a különböző vallási közösségeknek:
- A katolikus közösség megkapta Újév napját, Vízkeresztet, az Úr színeváltozásának ünnepét, Szent József ünnepét, Húsvétot, Jézus mennybemenetelének ünnepét, Pünkösdöt, Úrnapját, a Mária mennybemenetelének ünnepét, Mindenszentek ünnepét, a Szeplőtelen fogantatás ünnepét, és a Karácsonyt.
- A keleti ortodox közösség megkapta Újév napját, Vízkeresztet, az angyali üdvözlet ünnepét, Húsvétot, Jézus mennybemenetelének az ünnepét, Pünkösdöt, Mária mennybemenetelének ünnepét és a Karácsonyt, az összeset a római naptár szerint.
- Az evangélikus közösség megkapta Újév napját, a Szent Pénteket, Húsvétot, Jézus mennybemenetelének ünnepét, Pünkösdöt, a Reformáció napját, Karácsony böjtjét, és a Karácsony napját.
- A muszlim közösség megkapta az Iszlám Újévet, Mevludot (Mawlidot), Ramadánt, és Kurban bayramıt (Íd al-Adhát ).

Egy állami filmintézet, a Hrvatski slikopis, sok filmet készített, többek között az Őrség a Drinán (horvátul: Straža na Drini) és a Lisinski címűeket. A horvát operatőr, Oktavijan Miletić, aktív volt ebben az időszakban. 1943-ban, Zágrábban rendezték meg az I. Nemzetközi Keskenyfilm Kongresszust.
1941. április 29-én a horvát munkavállalók családi házainak építéséről szóló rendeletet adták ki, amely az úgynevezett Pavelić-negyedek kiépítését eredményezte az állam nagyobb, északi városaiban: Károlyvárosban, Eszéken, Sziszeken, Varasdon és Zágrábban. A városnegyedeket nagyrészt és hasonlóan a németországi munkavállalók elszállásolására alapozták. Széles sugárutak és sok, elsősorban ikerház jellemezte őket.

## Sport
A legkedveltebb sportág a labdarúgás volt, mint napjainkban is. Saját bajnokság is indult ezekben az években, Horvátországot felvették a FIFA-ba 1941. július 17-én és a labdarúgó válogatott 15 hivatalos mérkőzést játszott ebben az időszakban. Ekkortájt több későbbi horvát sikersportág is ekkor kezdett el kibontakozni kézilabda, asztalitenisz és az ökölvívás.

## Külső hivatkozások
- A tengely történelmi ténykönyve – Horvátország
- BBC hírek: A horvátországi holokauszt még mindig botrányt kavar
- Holokauszt a Balkánon
- A fasiszta Európa térképe
- A Független Horvát Állam térképe a megszállási övezetek határvonalaival

## Fordítás
Ez a szócikk részben vagy egészben  az   Independent State of Croatia című angol Wikipédia-szócikk fordításán alapul.  Az eredeti cikk szerkesztőit annak laptörténete sorolja fel. Ez a jelzés csupán a megfogalmazás eredetét és a szerzői jogokat jelzi, nem szolgál a cikkben szereplő információk forrásmegjelöléseként.